# Zodarion germanicum
Zodarion germanicum är en spindelart som först beskrevs av Carl Ludwig Koch 1837.  Zodarion germanicum ingår i släktet Zodarion och familjen Zodariidae. Inga underarter finns listade i Catalogue of Life.